# Torpacarus omittens
Torpacarus omittens är en kvalsterart som beskrevs av Grandjean 1950. Torpacarus omittens ingår i släktet Torpacarus och familjen Lohmanniidae.

## Underarter
Arten delas in i följande underarter:
- T. o. omittens
- T. o. galapagensis
- T. o. paraguayensis